# Abbaye Toussaint d'Angers
L'abbaye Toussaint d'Angers est une abbaye catholique fondée en 1040 dans la ville d'Angers en France.

## Historique
L'abbaye Toussaint d'Angers a été fondée sous le statut d'aumônerie : dans la charte de fondation, elle est appelée : « elemosinaria Omnorum Sanctorum » (aumônerie Toussaint — appellation correcte). Cette église dépendait de l’abbaye de la Trinité de Vendôme
L'aumônerie Toussaint devient au début du XIIe siècle une abbaye canoniale d'ordre augustinien (desservie par des chanoines suivant la règle de saint Augustin). L'établissement en France des chanoines réguliers de Saint-Augustin date de 1092 ou environ; l'abbaye de Toussaint les reçut seulement en 1108.
L'abbatiale, rebâtie au milieu du XIIIe siècle suivant un plan en tau, est encore debout aujourd'hui. L'installation en ses murs du musée David d'Angers et la construction d'une nouvelle charpente avec une toiture en verre a permis de sauver l'édifice de la destruction complète et d'y transférer en 1984 la galerie David d'Angers qui était alors située dans le réfectoire du musée des beaux-arts d'Angers.

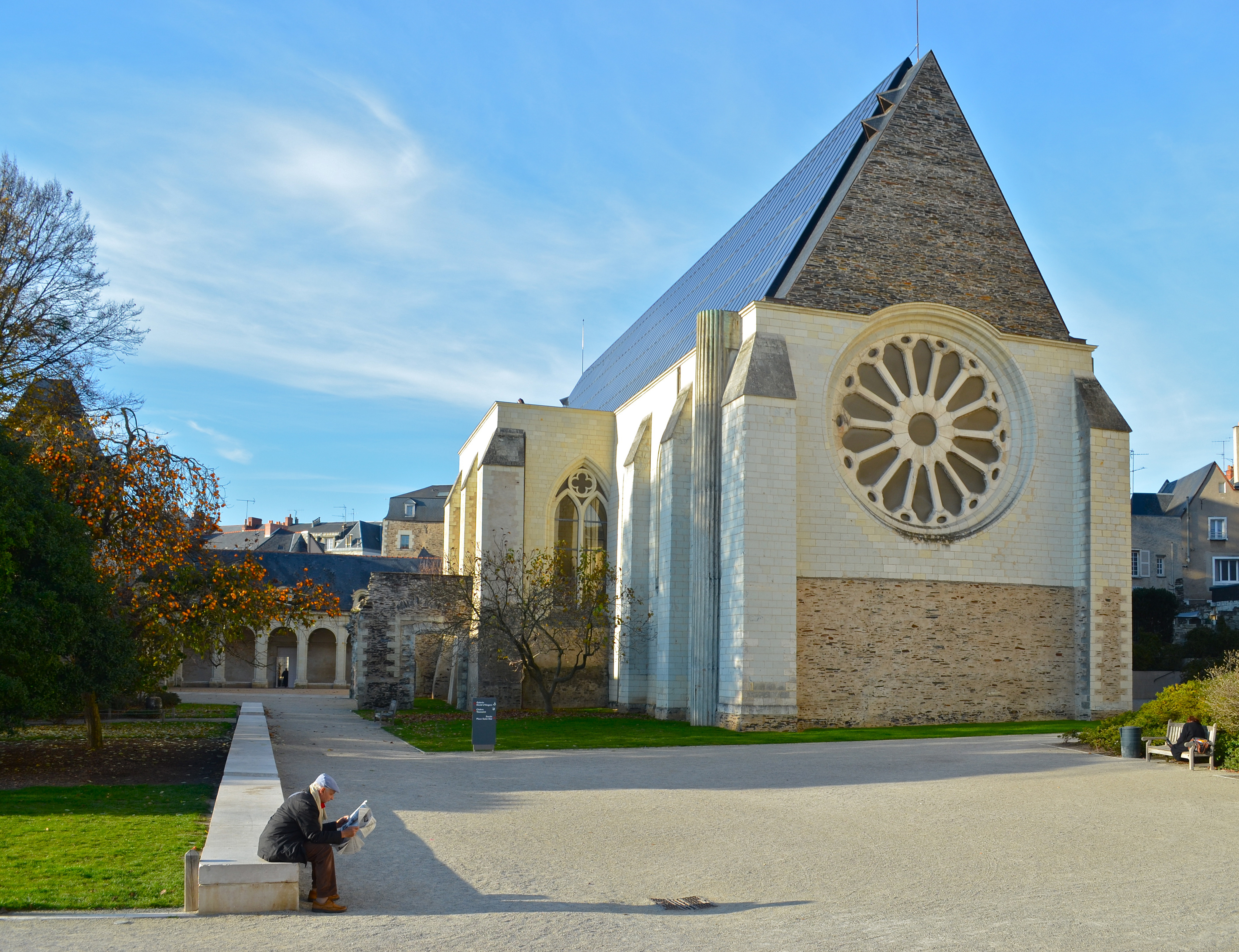
Musée David d'Angers, installé dans l'ancienne abbaye Toussaint à Angers.
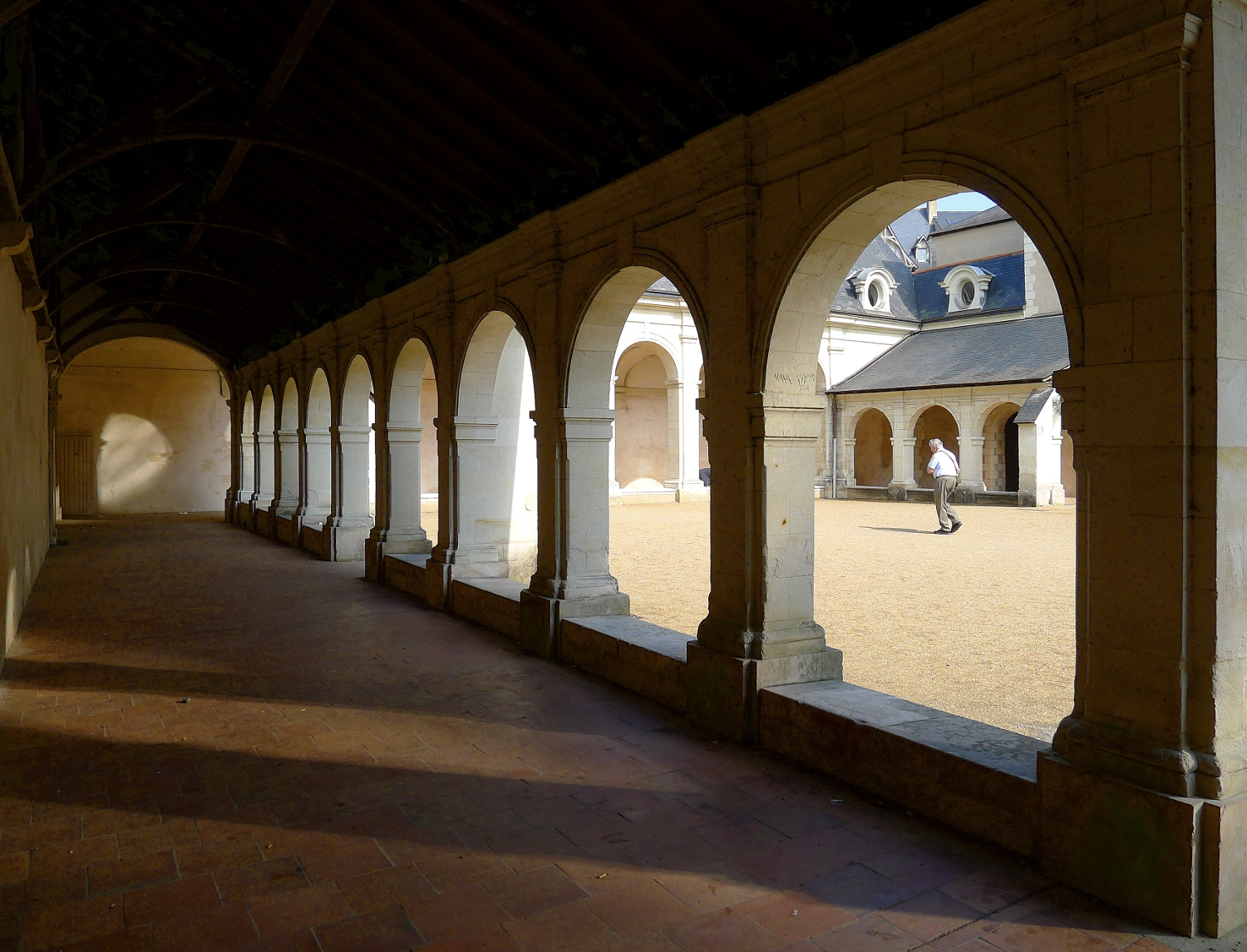
Cloître.
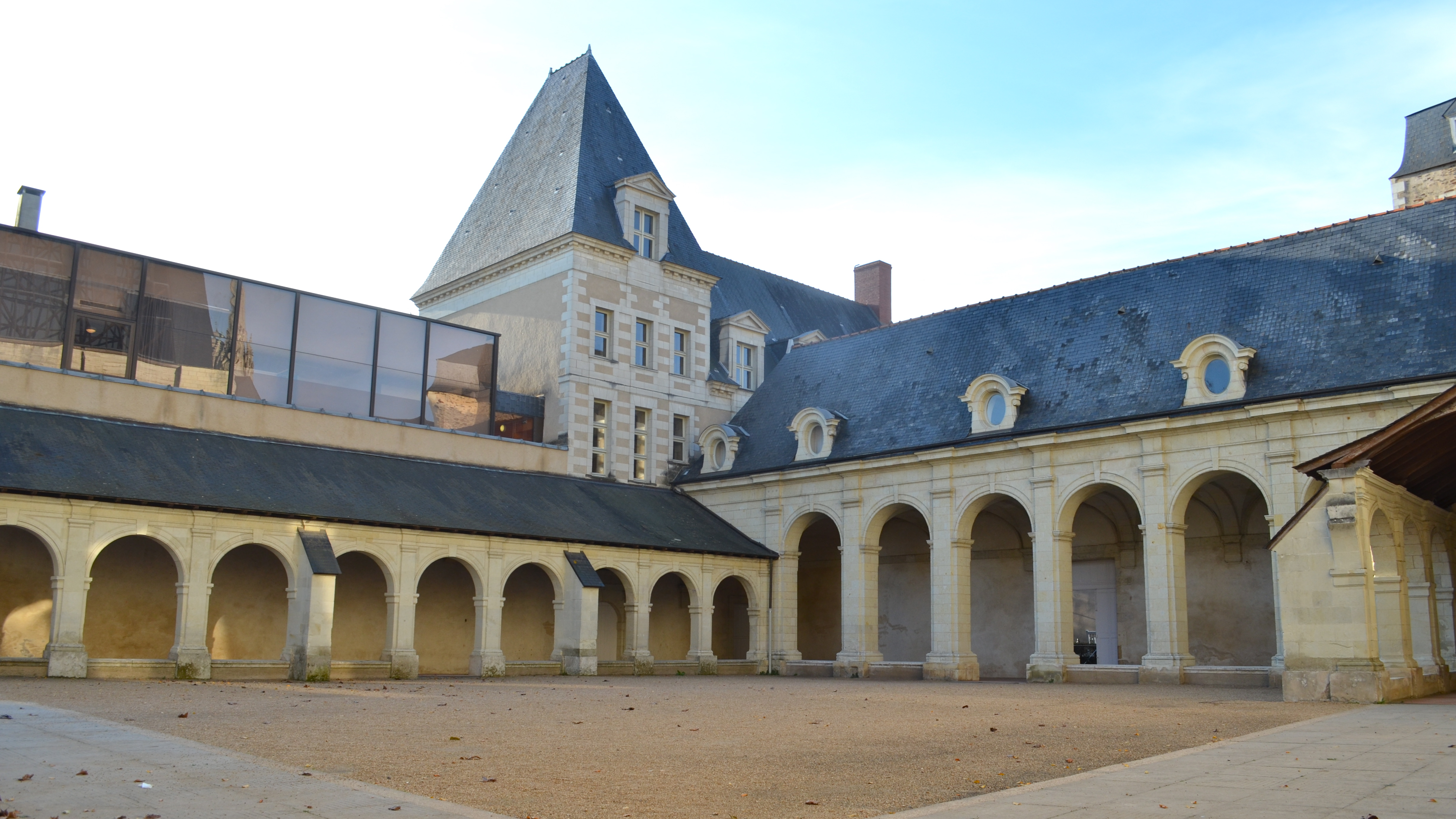
Cour et cloître.

## Architecture
L'église en ruines fait l’objet d’un classement au titre des monuments historiques depuis 1902. Un classement, pour le porche et escalier d'honneur, et une inscription, pour le cloître et la cour d'honneur, complètent la protection en 1925.

## Abbés
Établissement des premiers chanoines réguliers de l'ordre de Saint-Augustin en l'an 1115, provenant du diocèse de Poitiers.
Le premier abbé, Robert, fut nommé en l'an 1140.
Le second abbé également nommé Robert, dirigea le couvent de 1207 à 1213.
Leurs sépultures furent retrouvées en 1845 près du portail de la nef actuelle, à côté de celle du fondateur de l'église Toussaint en 1028, à savoir Girard.
- 1166 : Guillaume, abbé de Toussaint, en compagnie de Geoffroi évêque de Saint-Brieuc; d'Henri II, roi d'Angleterre; de Conan IV de Bretagne, duc de Bretagne; et de Guillaume Ier, abbé de Saint-Aubin des Bois; Guillaume, abbé de Saint-Serge, Hugues, abbé de Saint-Nicolas d'Angers, Guillaume, abbé de Saint-Maur, assistèrent à la translation  du corps de saint Brieuc dans l'abbaye Saint-Serge-lès-Angers[4]